# Shallowater
Shallowater est une ville située au nord-ouest du comté de Lubbock, au Texas, aux États-Unis,. La ville est incorporée en 1909.

## Démographie
Lors du recensement de 2010, la ville comptait une population de 2 484 habitants. Elle est estimée, en 2016, à 2 546 habitants.

### Source de la traduction
- (en) Cet article est partiellement ou en totalité issu de l’article de Wikipédia en anglais intitulé « Shallowater, Texas » (voir la liste des auteurs).